# Карловиці (Нижньосілезьке воєводство)
Карловиці (пол. Karłowice, нім. Karlsmarkt) — село в Польщі, у гміні Ольшина Любанського повіту Нижньосілезького воєводства.
Населення — 84 особи (2011).
У 1975-1998 роках село належало до Єленьоґурського воєводства.

## Демографія
Демографічна структура станом на 31 березня 2011 року:
|          | Загалом | Допрацездатний вік | Працездатний вік | Постпрацездатний вік |
| -------- | ------- | ------------------ | ---------------- | -------------------- |
| Чоловіки | 47      | 8                  | 33               | 6                    |
| Жінки    | 37      | 5                  | 21               | 11                   |
| Разом    | 84      | 13                 | 54               | 17                   |